# Hollyhock
Hollyhock, anciennement Lord Bolingbroke's young bay colt, est une peinture à l'huile sur toile collective, initialement du peintre anglais George Stubbs, avec des compléments de François Boucher et de Claude Joseph Vernet, créée entre 1765 et 1766.
Il s'agit du portrait d'un jeune Pur-sang de robe baie dans son pré, commandé au peintre par Lord Bolingbroke. L'histoire de ce tableau créé en Angleterre puis complété en France, est atypique. Il fait désormais partie de la Royal Collection.

## Réalisation
Le tableau est créé en 1765 ou 1766. Initialement, en ne sachant pas quel jeune cheval elle représente, cette œuvre était intitulée Lord Bolingbroke's young bay colt (le jeune cheval bai de Lord Bolingbroke, en français), ou 'un cheval anglois' lorsque le tableau se trouvait en France.
Le cheval sujet du tableau est né en 1765. La raison pour laquelle Bolingbroke a demandé à Stubbs de le peindre alors qu'il était tout jeune reste inconnue. Ce poulain court à Windsor en 1769. Stubbs a uniquement peint le jeune cheval. Lorsque le tableau est arrivé à Paris, le chien et les moutons à l'arrière-plan sont ajoutés par François Boucher. Le fond du tableau a été créé par Claude Joseph Vernet. D'après Charles Lane, Stubbs aurait été « consterné » en apprenant que des ajouts ont été effectués à son tableau.

## Description

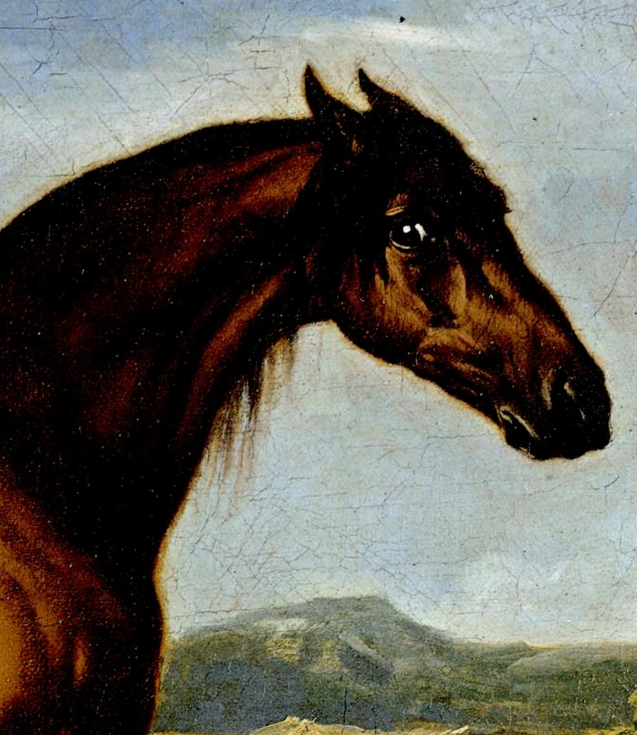
Détail du tableau

C'est le portrait d'un jeune cheval d'environ un an (yearling), comme l'indiquent ses grands yeux et sa morphologie générale. Vraisemblablement, Stubbs a initialement peint le cheval seul, sans arrière-plan.
Le tableau mesure 38,7 × 47,6 cm.

## Historique
Le parcours de cette œuvre est atypique. Au revers du tableau, une inscription en français datée de 1774 indique qu'elle a été donnée à M. Monnet (identifié comme Jean-Louis Monnet par Egerton, et comme François Monnet par Lane) par Lord Bolingbroke lors de son dernier voyage en Angleterre en 1766. En 1774, Monnet donne ensuite le tableau à Adolphe, vicomte du Barry, comme il le signale dans une lettre.
Le tableau retourne en Angleterre en 1803, où il est gravé dans le Sporting Magazine. Il est offert à l'agence Christie en 1810, où George IV en fait l'acquisition pour la Royal Collection.
Le tableau est exposé à Londres en 1966 et 1967, sous le titre Hollyhock. Il est désormais visible à Windsor.